# ادوارد جان ایر
ادوارد جان ایر (۵ اوت ۱۸۱۵ – ۳۰ نوامبر ۱۹۰۱) یک کاشف انگلیسی بود که قاره استرالیا را پیمود. وی همچنین فرماندار مستعمرات انگلیس به ویژه در جامائیکا بود.

## اوایل زندگی
ادوارد ایر در Whipsnade از توابع Bedfordshire انگلیس متولد شد و مدتی بعد خانواده اشت به هرنسی در Yorkshire مهاجرت کرد که ادوارد در آنجا تعمید شد. پدر و مادر او آنتونی ویلیام ایر و سارا (با نام خانوادگی اولیه Mapleton) بودند. پس از اتمام مدرسه دستور زبان در لوته و Sedbergh به جای پیوستن به ارتش یا رفتن به دانشگاه به سیدنی رفت.

## پیمایش استرالیای جنوبی

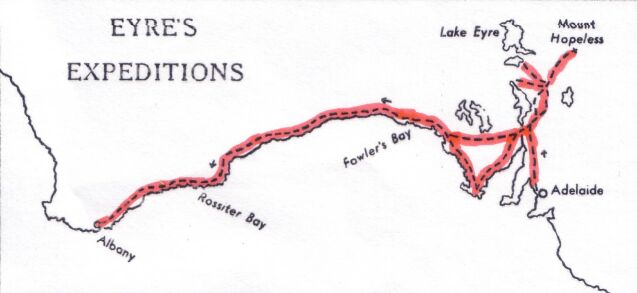
پیمایش‌های صورت گرفته توسط ایر

ایر برای کشف نقاط مرکز جنوب استرالیا به فلیندرز رنجز رفت.
علاوه بر آن به کاوش مناطق مرکز ی استرالیای جنوبی و نیو ساوت ولز پرداخت و نقش تعیین‌کننده ای در حفظ صلح بین مهاجران و بومیان استرالیا در امتداد رودخانه موری بازی کرد.

## فرمانداری مستعمرات
از سال ۱۸۴۸ تا سال ۱۸۵۳ او به عنوان ستوان فرماندار در استان مانستر در نیوزیلند خدمت کرد. ابعدها فرماندار مستعمره دیگر انگلستان یعنی جامائیکا شد.

## آثار ایر
شبه جزیره ایر و دریاچه ایر بر اساس نام ادوارد جان ایر نامگذاری شده اندشد و به یاد ایر معابری نامگذاری شده‌است و نیز تمبر پستی چاپ شده‌است.
- دریاچه ایر
- شبه‌جزیره ایر
- نهر ایر
- بزرگراه ایر
- روستاهای Eyreton و Eyreton غربی در Canterbury
- کوه ایر و نهر ایر در ساوتلند، نیوزیلند.

## یادداشت
1. ↑  Steve Pocock (2000). "History". Great Australian Bight Safaris. Archived from the original on 18 February 2006. Retrieved 2006-04-08.
2. ↑  جفری Dutton, 'ایر، ادوارد جان (1815-1901)', استرالیا، فرهنگ لغت، بیوگرافی، ملی، مرکز، بیوگرافی، دانشگاه ملی استرالیا دیده 14 مارس 2013.
3. ↑  Standish, Michael Wordsworth. "Eyre, Edward John". The 1966 Encyclopedia of New Zealand. Te Ara. Retrieved 16 November 2014.
4. ↑  استرالیا تمبر بزرگداشت ادوارد جان ایر